# V纹豹跳蛛
v-纹豹跳蛛（学名：Aelurillus v-insignitus）为跳蛛科豹跳蛛属的动物。分布于欧洲、俄罗斯以及中国的新疆等地，一般栖息于林间草丛。该物种的模式产地在欧洲。

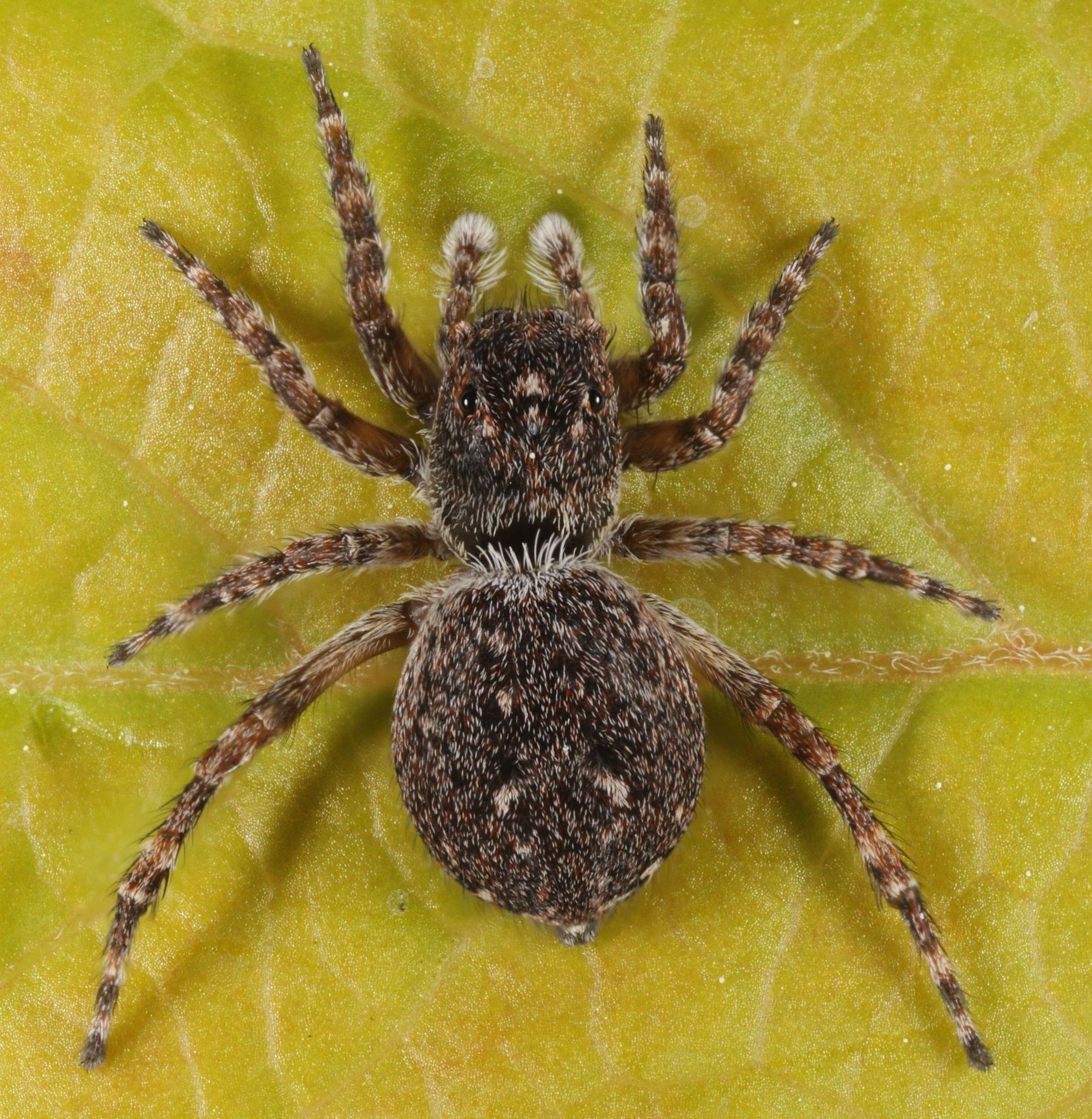
成年雌性
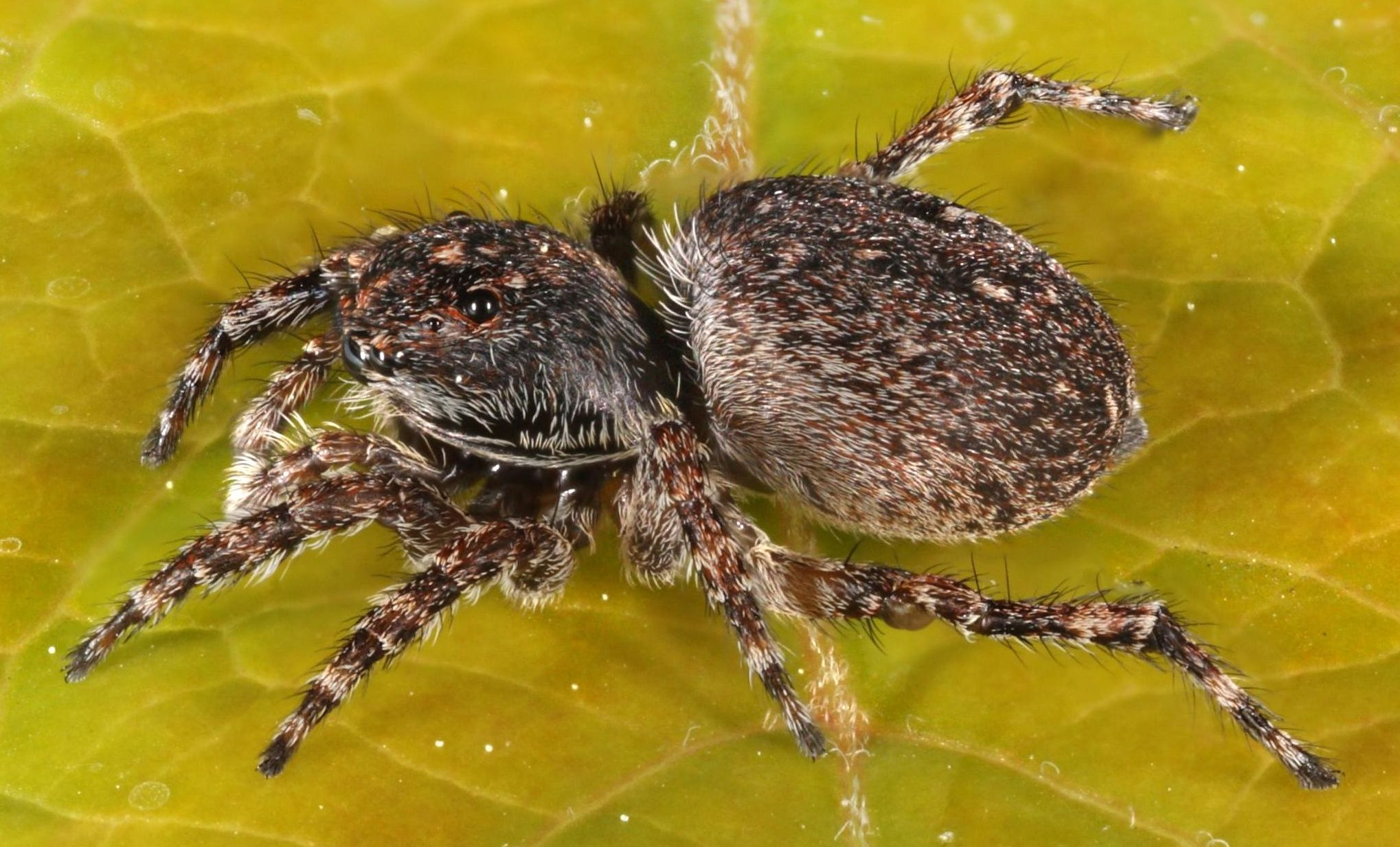
成年雌性
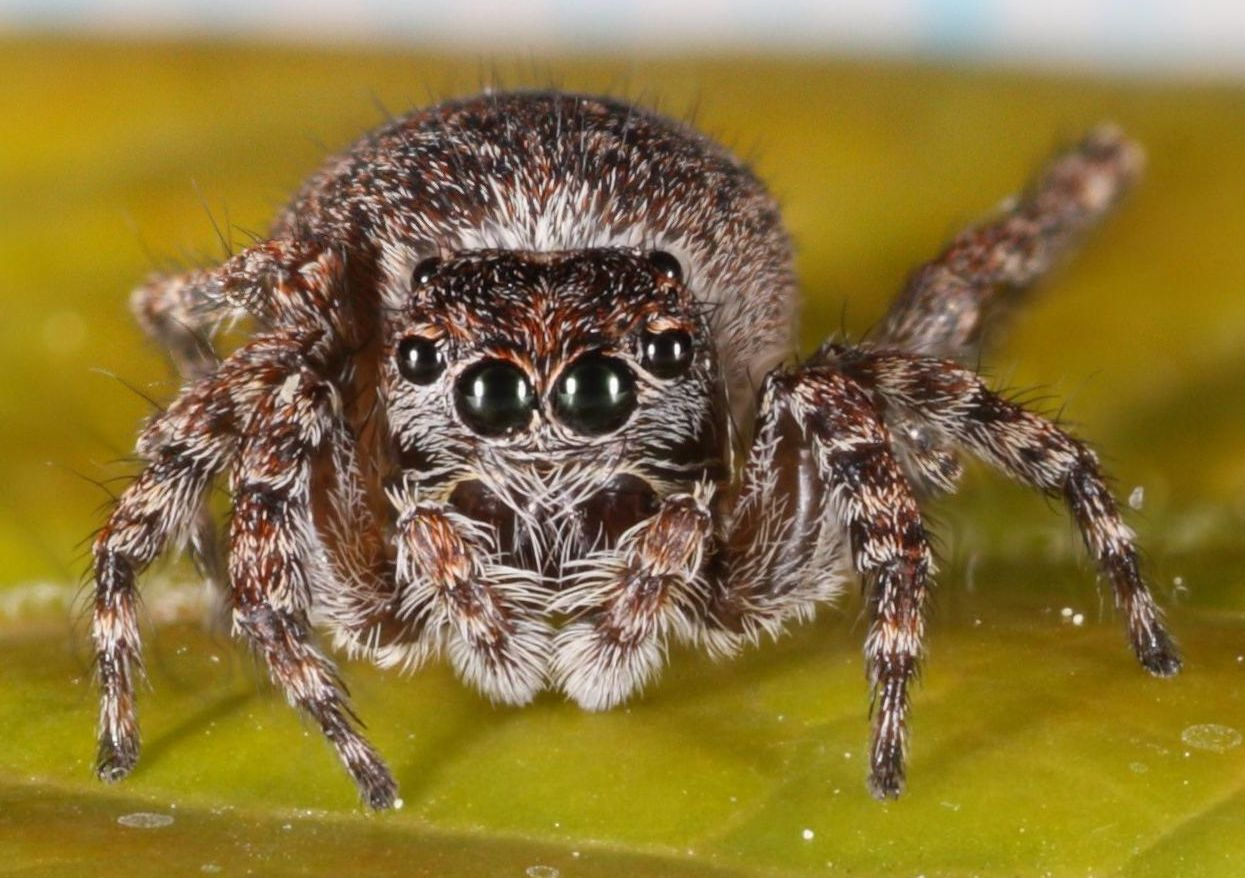
成年雌性